# شارلوت دي سوف
شارلوت دي بون سيمبلانكاى، فينكونتس أوف تورز، البارونة دى سويف، ماركيز دو نوارموتيه (26 أكتوبر 1551 - 30 سبتمبر 1617) نبيلة فرنسية وعشيقة الملك هنري أوف نافار ، الذين حكموا فيما بعد كملك هنري الرابع الفرنسي. كانت عضوًا في كاثرين دي ميديشي الشهيرة «سرب الطائر» ( L'escadron volant  باللغة الفرنسية) ، وهي مجموعة من الجواسيس والنساء المخلصات اللواتي جندن لإغواءهن الرجال المهمين في المحكمة، وبالتالي استخراج المعلومات لتمريرها إلى الملكة الأم.